# 纳拉瓦里库帕姆
纳拉瓦里库帕姆（Naravarikuppam），是印度泰米尔纳德邦Thiruvallur县的一个城镇。总人口18327（2001年）。

## 人口
该地2001年总人口18327人，其中男性9352人，女性8975人；0—6岁人口2162人，其中男1112人，女1050人；识字率75.21%，其中男性为81.27%，女性为68.90%。